# Limburg (nummer)
Limburg is een single van de Limburgse band Rowwen Hèze. De single werd al eens uitgebracht in 1990 op 7" single, maar de live-versie van het nummer werd succesvoller toen deze in 1996 werd uitgebracht.
Het nummer kwam op 1 juni 1996 binnen in de Mega Top 50 en bleef daar allereerst 3 weken staan, met als hoogste notering de 37ste plaats. Vervolgens kwam het nummer op 13 juli nogmaals binnen en haalde het, met een verblijf van 5 weken, een 22ste positie.
De opnames voor de single vonden plaats in Paradiso tijdens het With a little help from my friends-concert, waarbij popmuzikanten eigen nummers uitvoerden samen met het Metropole Orkest o.l.v. Dick Bakker. Namens Rowwen Hèze speelden zanger Jack Poels en accordeonist Tren van Enckevort drie nummers met het Orkest: Zondag in het zuiden, Blieve loepe en Limburg. Het laatste nummer maakte in de zaal enorm veel los, en zelfs tijdens het daarna volgende optreden van de Golden Earring zong het publiek nog altijd de bekende zin "Het is een kwestie van geduld, rustig wachten op de dag, dat heel Holland Limburgs lult". Mede om die reden werd al gauw besloten om de opname uit te brengen als single.
Naast deze opname werden nog drie versies van het nummer toegevoegd aan de maxi-single: de opname van het nummer tijdens het optreden op Pinkpop in 1992, de oorspronkelijke single-versie die in 1990 al eens werd uitgebracht, en tot slot een live-opname van het nummer in het stamcafé van Rowwen Hèze, Boëms Jeu in America uit 1995.
Ook nu nog is het nummer Limburg zeer populair en wordt het tijdens nagenoeg ieder concert van de band gespeeld. Bovendien geldt het min of meer als herkenningsmelodie en wordt er vaak naar gerefereerd. Zo werd tijdens het Slotconcert van 2005, de jubileumtour in 2006 en het jubileumconcert in de HMH als tourlogo de Limburgse leeuw gebruikt, met als onderschrift "Een kwestie van geduld". Ook werd de zin als slogan op veel merchandise gebruikt.

## NPO Radio 2 Top 2000
| Nummer met noteringen in de NPO Radio 2 Top 2000 | '99 | '00 | '01 | '02 | '03 | '04 | '05 | '06 | '07 | '08 | '09 | '10 | '11 | '12 | '13 | '14 | '15 | '16 | '17 | '18 | '19 | '20 | '21 | '22 | '23 | '24 |
| ------------------------------------------------ | --- | --- | --- | --- | --- | --- | --- | --- | --- | --- | --- | --- | --- | --- | --- | --- | --- | --- | --- | --- | --- | --- | --- | --- | --- | --- |
| Limburg                                          | 396 | 171 | 278 | 244 | 151 | 149 | 61  | 92  | 103 | 105 | 207 | 226 | 318 | 357 | 416 | 684 | 542 | 739 | 748 | 612 | 480 | 633 | 552 | 562 | 551 | 548 |

1. ↑  Een vetgedrukt getal geeft de hoogste notering aan.